# دانيال دي لويس
السير دانيال دي لويس (بالإنجليزية: Daniel Day-Lewis)‏، ممثل إنجليزي ولد في 29 أبريل 1957 بلندن، إنجلترا. وهو ابن الشاعر الأيرلندي سيسل دي لويس. داي لويس هو أول ممثل في تاريخ جوائز الأوسكار يفوز بجائزة الأوسكار لأفضل ممثل بدور رئيسي ثلاث مرات. ظهر في عدة أفلام منها قدمي اليسرى وعصابات نيويورك وستسيل الدماء ولينكولن. ويعد دي لويس أحد أعظم الممثلين في تاريخ السينما البريطانية والعالمية. في 2012 اختارته مجلة تايم كأفضل ممثل في العالم.

## النشأة
وُلد دانييل مايكل بليك داي لويس في 29 أبريل 1957 في كنسينغتون في لندن، وهو الطفل الثاني للشاعر سيسيل داي لويس (1904-1972) وزوجته الثانية، الممثلة جيل بالكون (1925-2009). أخته الكبرى، تاماسين داي لويس (مواليد 1953)، هي طاهية تلفزيون وناقدة طعام. كان والده، الذي وُلد في مدينة بالينتوبرت الأيرلندية، في مقاطعة لاويس، من أصل إنجليزي أيرلندي بروتستانتي، وعاش في إنجلترا من سن الثانية، وعُين شاعر بلاط للمملكة المتحدة. كانت والدة دانيال يهودية. كان أسلافها مهاجرين إلى إنجلترا في أواخر القرن التاسع عشر، من لاتفيا وبولندا. أصبح جد مايكل داي من أمه، السير مايكل بالكون، رئيس استوديوهات إيلينغ، مما ساعد في تطوير صناعة السينما البريطانية الجديدة.
بعد عامين من ولادة دي لويس، انتقل مع عائلته إلى كرومز هيل في غرينتش عبر بورت كليرنس ميدلزبرغ. لم ير هو وأخته الكبرى أخويهما الأكبرين غير الشقيقين كثيرًا، فقد كانا مراهقين عندما طلق والد داي لويس والدتهما. أثناء معيشتهم في غرينتش (التحق بمدارس إنفيكتا وشيرنجتون الابتدائية)، كان على داي لويس التعامل مع أطفال جنوب لندن القاسين. في هذه المدرسة، تعرض للتنمر لكونه يهوديًا و «راقيًا». أتقن اللكنة المحلية والسلوكيات، واعتُمِد ذلك كأول أداءٍ مقنعٍ له. في وقت لاحق من حياته، كان معروفًا أنه يتحدث عن نفسه باعتباره شخصية غير منظمة إلى حد كبير في سنوات شبابه، وغالبًا ما يكون في مأزق بسبب السرقة وغيرها من الجرائم الصغيرة.
في عام 1968، والدا داي لويس، اللذان وجدا أن سلوكه غريبًا للغاية، أرسلاه كطالب إلى مدرسة سيفينوكس المستقلة في كنت. في المدرسة، تعرف على اهتماماته الثلاثة البارزة: الأعمال الخشبية والتمثيل وصيد الأسماك. ومع ذلك، نما ازدراءه للمدرسة، وبعد عامين في سيفينوكس، نُقِل إلى مدرسة مستقلة أخرى، بيدالز في بيترسفيلد، هامبشاير. كانت شقيقته بالفعل طالبة هناك، وكان رحلته فيها أكثر هدوءًا وإبداعًا.

## حياته الشخصية
نادرا ما يتحدث دانيال عن حياته الشخصية. كانت لديه علاقة استمرت ست سنوات مع الممثلة الفرنسية إيزابيل أدجاني. ولديهما ولد اسمه جبريل دي لويس ولد عام 1995 في نيويورك. بعد انتهاء علاقة والديه، وعاش مع والدته في باريس.
في عام 1996 عندما كان دانيال يعمل في فيلم المحنة (البوتقة) [الإنجليزية]، زار منزل مؤلف الفيلم الكاتب أرثر ميلر حيث قابل ابنة الكاتب، ربيكا ميلر. وقد تزوجا لاحقا في نفس العام. الزوجان لديهما ابنان ويقسمان وقتيهما بين الولايات المتحدة وأيرلندا. دانيال يحمل الجنسيتين الإنجليزية والإيرلندية.
في نوفمبر 2014 تم تقليده لقب السير من طرف الأمير ويليام تقديرا لمسيرته الفنية الطويلة وما قدمه من أدوار سينمائية خالدة؛ ولكونه الممثل الوحيد في تاريخ جوائز الأوسكار الذي يفوز بثلاث جوائز لأفضل ممثل في دور رئيسي.

## الجوائز الحائز عليها
- جائزة الأوسكار: رشح دي لويس لجائزة الأوسكار خمس مرات. حصل من هذه الترشيحات على ثلاث جوائز أوسكار لأحسن ممثل في دور رئيسي. الأولى عن دوره في فيلم قدمي اليسرى "My left foot" عام 1990. والثانية عن دوره في فيلم ستسيل الدماء "There will be blood" عام 2008. والثالثة عن دوره في فيلم لينكون "Lincoln" عام 2013.
- جائزة غولدن غلوب: حصل على جائزة الغولدن غلوب مرتين. الأولى عام 2008 لأفضل ممثل دراما عن دوره في فيلم "There will be blood". والثانية عام 2013 لأفضل ممثل دراما عن دوره في فيلم لينكون "Lincoln".

## الأفلام
| السنة | الاسم                                                | الدور                    | ملاحظات                                                                              |
| ----- | ---------------------------------------------------- | ------------------------ | ------------------------------------------------------------------------------------ |
| 1971  | الأحد الدامي Sunday Bloody Sunday                    | الطفل (فاندال)           | غير مشار إليه                                                                        |
| 1982  | كم ميل إلى بابل؟ How Many Miles to Babylon           | ألكسندر مور              | فيلم تلفزيوني                                                                        |
| 1982  | صقيع في مايو Frost in May                            | آرشي هيوز-فورت           | فيلم تلفزيوني                                                                        |
| 1982  | غاندي                                                | كولن                     |                                                                                      |
| 1984  | السفينة The Bounty                                   | جون فراير                |                                                                                      |
| 1985  | أخي جوناثان My Brother Jonathan                      | جوناثان داكيرس           | مسلسل تلفزيوني                                                                       |
| 1985  | مغسلتي الجميلة My Beautiful Laundrette               | جوني                     |                                                                                      |
| 1985  | غرفة مع منظر                                         | سيسيل فايز               |                                                                                      |
| 1988  | كائن لا تحتمل خفته The Unbearable Lightness of Being | توماس                    |                                                                                      |
| 1988  | نجوم وخطوط Stars and Bars                            | هندرسون دوريس            |                                                                                      |
| 1989  | نيوجرزي المرحة Eversmile, New Jersey                 | الدكتور (فيرجوس أوكونيل) |                                                                                      |
| 1989  | قدمي اليسرى                                          | كرستي براون              | فاز بجائزة الأوسكار لأفضل ممثل وجائزة البافتا وترشح لجائزة الغولدن غلوب              |
| 1992  | آخر الموهيكان                                        | ناثانيل بوي              | ترشح لجائزة البافتا                                                                  |
| 1993  | عصر البراءة                                          | نيولاند آرتشر            |                                                                                      |
| 1993  | باسم الأب                                            | جيري كونلون              | ترشح لجائزة الأوسكار لأفضل ممثل وجائزة الغولدن غلوب وجائزة البافتا                   |
| 1996  | البوتقة The Crucible                                 | جون بروكتور              |                                                                                      |
| 1997  | الملاكم                                              | داني فلاين               | ترشح لجائزة الغولدن غلوب                                                             |
| 2002  | عصابات نيويورك                                       | بيل الجزار               | فاز بجائزة البافتا وترشح لجائزة الأوسكار لأفضل ممثل مساند و ترشح لجائزة الغولدن غلوب |
| 2005  | قصيدة جاك وروز The Ballad of Jack and Rose           | جاك سلافين               |                                                                                      |
| 2007  | سوف يكون هناك دم                                     | دانيال بلينفيو           | فاز بجائزة الأوسكار لأفضل ممثل وجائزة البافتا وترشح لجائزة الغولدن غلوب              |
| 2009  | تسعة                                                 | جويدو كونتيني            |                                                                                      |
| 2012  | لينكولن                                              | أبراهام لينكون           | فاز بجائزة الأوسكار وبجائزة الغولدن غلوب، لأفضل ممثل رئيسي                           |
| 2017  | فانتوم ثريد                                          | رينولدز وودورك           | رشح لجائزة غولدن غلوب. رشح لجائزة الأوسكار لأفضل ممثل                                |

## الاعتزال عن التمثيل
في عام 2017 وقبل ثلاثة أشهر من إطلاق فيلم فانتوم ثريد، اعتزل دانيال داي لويس عن التمثيل حيث صرح فريق النجم أن : "دانيال داي لويس لن يعمل كممثل بعد الآن. وهو ممتن للغاية للجمهور وجميع المتعاونين معه على مر السنين، هذا قرار خاص ولن يدلي هو أو ممثلون عنه بأي تعليق آخر حول هذا الموضوع".

## وصلات خارجية
- دانيال دي لويس على موقع IMDb (الإنجليزية)
- دانيال دي لويس على موقع الموسوعة البريطانية (الإنجليزية)
- دانيال دي لويس على موقع روتن توميتوز (الإنجليزية)
- دانيال دي لويس على موقع مونزينجر (الألمانية)
- دانيال دي لويس على موقع ألو سيني (الفرنسية)
- دانيال دي لويس على موقع ميوزك برينز (الإنجليزية)
- دانيال دي لويس على موقع تيرنر كلاسيك موفيز (الإنجليزية)
- دانيال دي لويس على موقع أول موفي (الإنجليزية)
- دانيال دي لويس على موقع بوكس أوفيس موجو (الإنجليزية)
- دانيال دي لويس على موقع قاعدة بيانات الأفلام السويدية (السويدية)
- دانيال دي لويس على Internet Movie Database